# Абисински кладенец
Абисински кладенец е най-прост подвижен тръбен кладенец за черпена на подпочвена вода, използван за първи път в английската експедиция в Абисиния (днешна Етиопия) през 1868 година от англичани.
Състои се от ръчна помпа и метална тръба, надупчена в долния край на дълбочина 30 – 40 см с дупки с диаметър около 4 мм и снабдена със заострена метална обувка. Тръбата се забива в земята на желаната дълбочина (не по-голяма от 6 м), след което водата се изпомпва с ръчна помпа. Набиването на тръбата става с ръчна набивачка (баба), която се издига с въже през ролки и пада върху метален пръстен, който е закрепен здраво около тръбата.